# Takasbank
Die Takasbank ist die zentrale Clearingstelle, die für die Wertpapier- und Barabwicklung von Kauf-/Verkaufstransaktionen an der Borsa Istanbul (BIST) verantwortlich ist. Sie hat ihren Sitz in Istanbul.

## Geschichte
Während die Abwicklung von Wertpapierkauf-/-verkaufstransaktionen zwischen den Mitgliedern durchgeführt wurde, als die Borsa Istanbul (BIST) ihre Geschäftstätigkeit aufnahm, wurde sie seit 1988 von einer innerhalb der Borsa Istanbul eingerichteten Direktion durchgeführt. Am 1. Januar 1992 wurde die Befugnis zur Verrechnung und Verwahrung der Wertpapiere im Zusammenhang mit den an der Börse durchgeführten Transaktionen an BIST Clearing and Custody Inc. übertragen, die in Zusammenarbeit mit BIST und seinen Mitgliedern gegründet wurde, und das Unternehmen nahm an diesem Tag seine Geschäftstätigkeit auf. Seit dem 1. Januar 1996 heißt dieses Unternehmen Takasbank-BIST Settlement and Storage Bank A.Ş. Unter dem Namen wurde daraus eine Branchenbank. Die Takasbank wurde vom Capital Markets Board (CMB) zur zentralen Clearing-Institution, qualifizierten zentralen Gegenpartei-Institution und nationalen Nummerierungsinstitution der Türkei ernannt. In seinem Rating von 2023 stuft Fitch die Takasbank als systemrelevant für das türkische Finanzsystem ein. Im Hinblick auf die Aktivitäten der Zentralverwahrstelle unterliegen die Funktionen und Aktivitäten der Takasbank den Vorschriften des Kapitalmarktgesetzes und des CMB.

## Mitgliedschaften
Sie war Mitglied in:
- Federation of Euro-Asian Stock Exchanges